# براندون بروكس
براندون بروكس (بالإنجليزية: Brandon Brooks)‏ (و. 1989  م) هو لاعب كرة قدم أمريكية، من الولايات المتحدة، ولد في ميلواكي، ويسكنسن، يلعب كحارس ‏.

## التعليم
تعلم في Riverside University High School ‏.

## روابط خارجية
- براندون بروكس على موقع إي إس بي إن.كوم (أن.أف.أل)3
- براندون بروكس على موقع مرجع كرة القدم المحترفة.كوم (الإنجليزية)